# Stadio du Hameau
Lo stadio du Hameau (precedentemente noto come stadio olimpico du Hameau o stadio colonnello de Fornel) è uno stadio destinato alla pratica del rugby e del calcio, nonché un complesso sportivo e ricreativo che comprende questo stadio situato a Pau. Lo stadio è di proprietà della città di Pau dal 1983, dopo essere stato ceduto dall'esercito francese, e la squadra residente è la Section paloise.
Con una capacità di 15.043 posti, prima della ricostruzione della tribuna Ossau, lo stadio du Hameau ospita dal 1991 gli incontri di rugby della Section paloise, che si tenevano precedentemente allo stadio de la Croix du Prince dal 1910.
La costruzione inizia il 15 agosto 1948, su iniziativa del colonnello de Fornel.
La prima ristrutturazione dello stadio du Hameau avviene nel 1988, per ospitare la Section paloise e il Pau FC, per un secondo contratto a partire dal 1991.
Lo stadio du Hameau è poi completamente trasformato nel 2017 e si distingue ora per la sua estetica.
Il Pau FC ha lasciato il Hameau nel 2018, avendo ora il suo stadio du Nouste Camp.
Anche senza la tribuna Ossau, il Hameau rimane lo stadio più grande dei Pirenei Atlantici, davanti allo Stade Jean-Dauger di Bayonne e al Parc des sports d'Aguiléra di Biarritz.
Lo stadio du Hameau è anche il terzo stadio più grande della regione della Nouvelle-Aquitaine, dietro gli stadi bordeaux di Matmut Atlantique e lo stadio Chaban-Delmas.

## Descrizione del complesso

### Tribune

#### Tribuna Onoraria

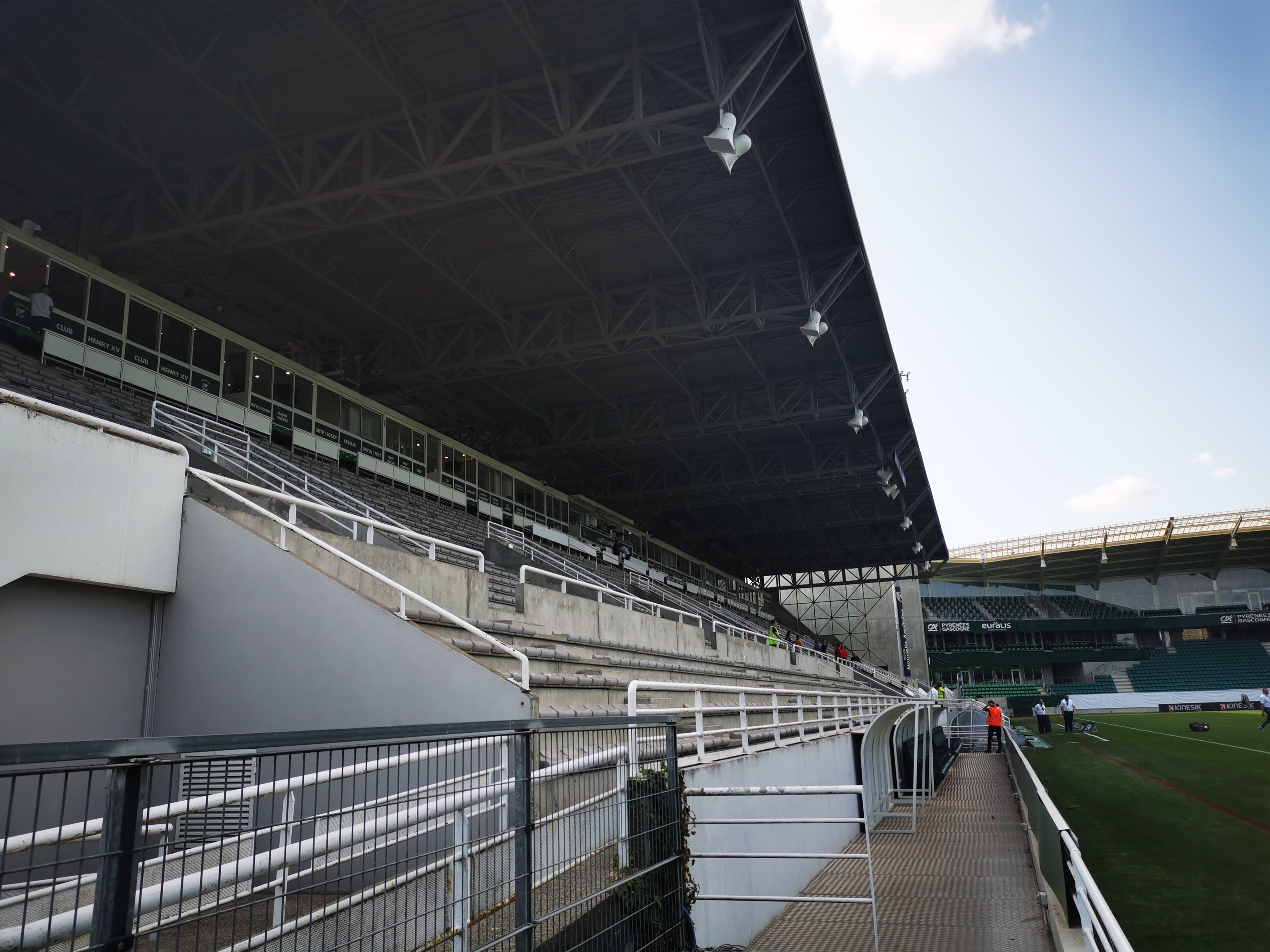
Tribuna Onoraria

La tribuna d'Onore è la più antica dello stadio, costruita nel 1949 e ristrutturata nel 1988.
Tuttavia, non è la tribuna dello stadio che può contenere il maggior numero di tifosi, perché offre solo 4.300 posti a sedere.
Il nuovo stand Teréga East può ospitare 6 836 personnes .
La tribuna Honor si trova a ovest del campo di gioco.

#### Tribuna Teréga Est
Questo stand è stato parzialmente distrutto e poi ricostruito nel 2017. Il tetto è stato notevolmente rimosso per rialzare l'infrastruttura.
Lo stand Teréga, che prende il nome dal suo sponsor nell'ambito di un'operazione di denominazione fino al 2023, è stato l'ultimo stand consegnato nel 2017.
Il tetto di questa tribuna descrive un arco ed è destinato a conferire allo stadio un aspetto visivo armonioso e facilmente identificabile, e si estende oltre il piombino dei primi posti a sedere. La grondaia copre la zona di pesatura fino al corrimano. Ha una capienza di 6 836 places.

#### Tribuna nord Crédit Agricole Pyrénées Gascogne

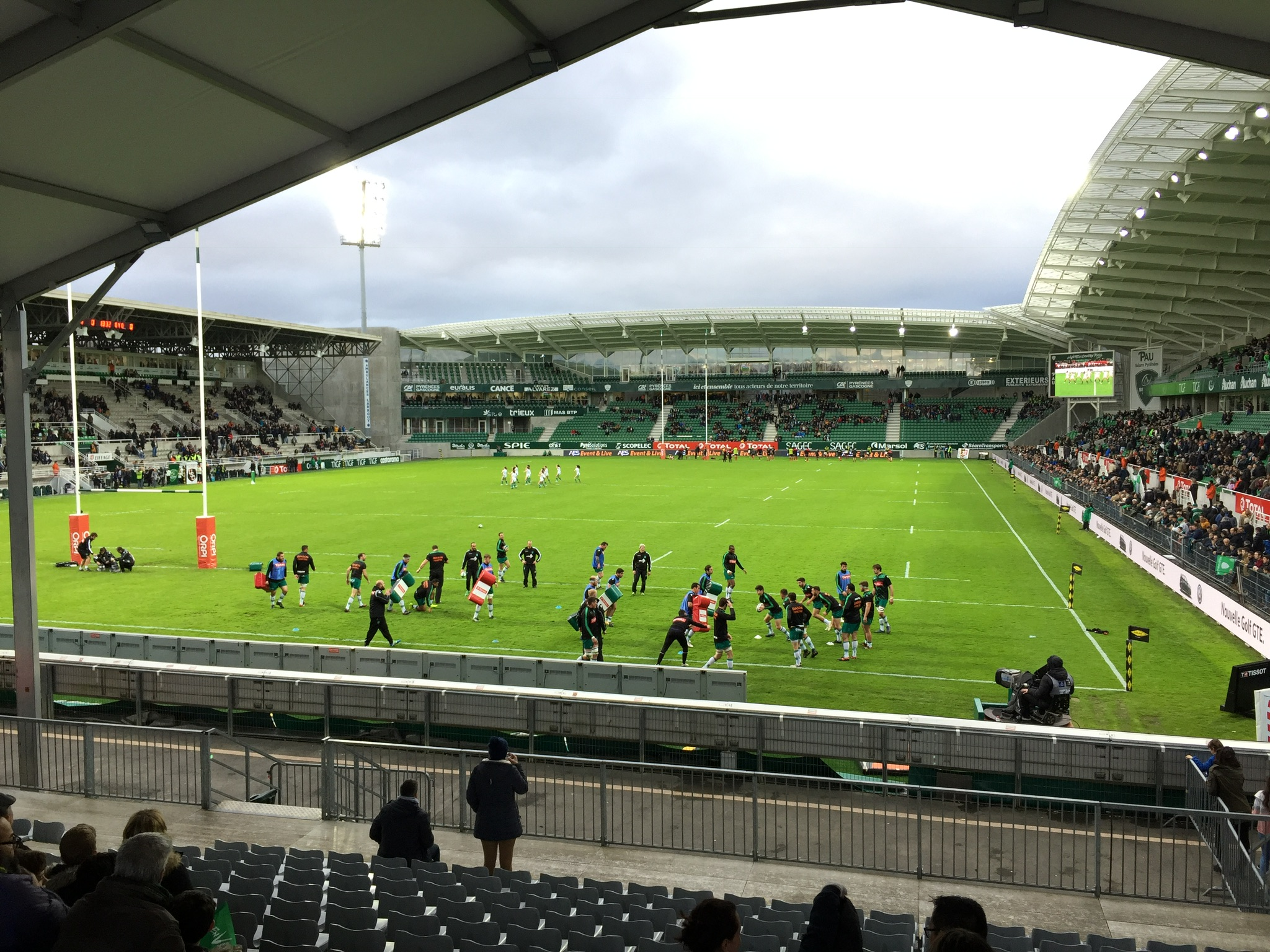
Tribuna nord CA Pirenei Guascogna

Questa è la tribuna dell'estremità nord, che prende il nome dal Crédit agricole Pyrénées Gascogne nell'ambito di un'operazione di denominazione. Questo stand è stato completamente distrutto e poi ricostruito nel 2017.
La spianata del 1er offre una vista sul parco giochi e sulla catena dei Pirenei.
Questo supporto è progettato per permetterti di girovagare per il “ Cortile », piazzale pubblico con punto di ristoro, di oltre 600 al 1er e vista dello stadio, oppure accedere alla bodega Le Hangar . Offre una capacità di 2 309 places e 873 places .
Infine, questo supporto è dotato di una doppia pelle per ripararlo dal vento.

#### Tribuna sud di Ossau
La tribuna di Ossau era la tribuna dell'estremità sud, che prende il nome dalla valle di Ossau e dal Pic du Midi d'Ossau, emblema della Sezione paloise omnisports dal 1902. Coperto da un tetto nel décembre 2016, è stato smantellato nel 2020 e trasferito al Nouste Camp, Questo supporto ha sostituito un vecchio tumulo di terra. Fu la prima tribuna laterale dello stadio e modificò l'aspetto dell'Amleto.
La tribuna di Ossau verrà ricostruita nei prossimi anni per chiudere la recinzione dello stadio, ma finora non è stata confermata alcuna data,.

## Terreno di gioco

### Prato ibrido riscaldato
Per migliorare la superficie di gioco, lo stadio sarà dotato, a juin 2020, di un prato ibrido, al fine di ottenere un risultato estetico, efficiente ed eco-responsabile.
Da allora, molti club della Top 14 hanno fatto scelte simili.
La Sezione Paloise punta a far sì che questa superficie di gioco diventi un “ pilota nella Top 14 ».
La società Sogeba è responsabile della riconfigurazione del suolo e del drenaggio. L'azienda Sportingsols si aggiudica l'appalto per l'installazione del prato ibrido, dotato di un sistema di regolazione termica che consente di conoscere in tempo reale la temperatura del terreno.

#### Prato connesso eco-responsabile
I sensori ottici possono misurare il contenuto di clorofilla del prato e i misuratori di umidità possono monitorare la distribuzione dell'acqua in tutto il prato .
La strumentazione è destinata a gestire una strategia rispondente agli standard di “ nuova agronomia », limitando l'uso di diversi input (acqua, prodotti fitosanitari) come parte dell'approccio eco-responsabile della Sezione di Pau.
Questo nuovo prato è realizzato con substrato ibrido con fibre” cucito ". Dopo aver steso la sabbia e seminato l'erba, verranno installate delle fibre verticalmente, ogni 2 cm² fino ad una profondità di 18 cm, per stabilizzare il terreno. L'erba si attacca a queste fibre, consentendo una maggiore coesione dell'insieme.
Il nuovo steward, Thomas Hugo-Viney, campione francese di corse delle Landes, arriva dal club inglese dell'Arsenal, .
L'installazione di questo prato di nuova generazione è stata effettuata in più fasi,.
- Lavori in terra: drenaggio tra 1,20 e 1,70 m nel sottosuolo a profondità del suolo e sbancamento tra 40 cm e 1 m.
- Trattamento di stabilizzazione alla calce: realizzazione della forma base.
- Sistema di drenaggio: installazione di una rete di collettori periferici, drenaggio a spina di pesce e tubazioni di irrigazione.
- Riscaldamento del prato: installazione di un sistema di regolazione termica.
- Coprire con il substrato
- Erba

Per perpetuare il campo, la tribuna d'onore dovrebbe essere dotata di un tetto traslucido, poiché l'assenza di luce è in gran parte responsabile della scarsa qualità dell'erba sulla striscia permanentemente ombreggiata sotto la tribuna principale.

## Aspetti finanziari

### Uno degli stadi più economici di Francia
La ristrutturazione dello Stade du Hameau ne fa uno degli stadi più economici di Francia, poiché il costo dell'opera è stato di circa 15 millions di euro, il che permette di ottenere un prezzo medio dello spazio relativamente basso, inferiore ai 2 000   . /luogo. Questo budget dovrebbe essere confrontato con altri progetti simili in Francia, dove il prezzo medio è generalmente compreso tra 4 000 e 6 000 per posto.
Inizialmente stimato in 12 milioni di euro, la ristrutturazione avrà un costo di 15,6 milioni di euro tasse escluse, di cui 2 milioni per la città di Pau, 8,1 milioni di euro per la comunità urbana di Pau, 2,5 per la regione e 3 milioni per il dipartimento .

## Incontri illustri

### Atletica
Papa Gallo Thiam batte il record francese di salto in alto detenuto da Georges Damitio con una battuta di 1m99, il9 octobre 1949 Primo francese a superare i 2 metri nel salto in alto.

### Lega di rugby
Il 25 dicembre 1951, una selezione 3B ( Béarn - Bigorre - Paesi Baschi ) privata di alcuni dei suoi migliori elementi perse contro i Kiwi della Nuova Zelanda con un punteggio di 12 a 32 allo stadio Hameau, come definì il quotidiano Sud Ouest " Stadio Jean Hameau",.
Gli ex sezionisti André Carrère e Antoine Jimenez si fanno notare in questa partita.
Nel novembre 1972 la Gran Bretagna batté la Nuova Zelanda 43-13 ai Mondiali davanti a 8 000 spectateurs .
All'epoca lo stadio, ancora militare, aveva una sola tribuna principale, integrata da tribune rimovibili.
Dalla sua ristrutturazione nel 1988, allo stadio Hameau hanno giocato squadre prestigiose.

### Calcio
Nel 1957, in una delle prime partite di calcio giocate all'Hameau, la Real Sociedad, vicina di Guipuzco, pareggia 3-3 contro l'OGC Nice davanti a 6.000 spettatori.
Nel calcio, a partire dal primo rinnovamento nel 1998, possiamo citare l'AS Saint-Étienne, il Nîmes Olympique, l'AS Cannes (allora allenato da Luis Fernandez ) o anche il Paris Saint-Germain (nel 1998, in occasione 8 finale della Coupe de Francia).
Durante il viaggio del Pau FC nella Coupe de France 2019-2020, il club ha giocato le sue 2 partite casalinghe contro le squadre della Ligue 1, i Girondins de Bordeaux e il PSG, battendo il record di presenze in una configurazione calcistica con 16.700 persone.
La Francia Espoirs ha giocato anche a Pau, in un'amichevole, il 12 mars 1997, contro la Svizzera. Tra i giovani francesi presenti quel giorno possiamo citare Patrick Vieira, Thierry Henry e David Trezeguet.
Il 18 mai 2006 il giovane francese ha giocato nuovamente allo stadio Hameau, questa volta contro la Croazia. Troviamo in questa squadra in particolare Steve Mandanda, Bakari Sagna e Yoann Gourcuff.
Anche Michel Platini passeggiava sul prato dell'Hameau in occasione del giubileo di Dominique Vésir nel 1988.
Anche il Pau Football Club ha giocato lì le partite casalinghe fino al 2018. Dalla stagione 2018-2019 gioca in un nuovo stadio destinato al calcio e situato a poche centinaia di metri dallo stadio Hameau.

### Rugby
La squadra femminile francese di rugby ha ospitato l'Irlanda in una partita del Torneo Sei Nazioni femminile nel 2012 e nel 2014.
Nel 2016, la squadra francese di rugby under 20 ha battuto l'Inghilterra in uno stadio gremito.
Il 22 février 2019, l'Agglomerato co-organizza una partita del Torneo 6 Nazioni di Rugby Under 20 tra la Francia, campione del mondo, e la Scozia.
La Sezione Paloise è un club storico del rugby francese con una partecipazione regolare al vertice della piramide della divisione, compresa la Top 16, poi la Top 14 . Le migliori squadre francesi si recano quindi regolarmente ad Hameau.
Nel 2014, davanti a 8 500 spectateurs, la squadra femminile francese di rugby vinse il Grande Slam battendo l'Irlanda nell'ultimo incontro del Torneo Sei Nazioni.
- Coppa Europea di Rugby :

| Data            | stadio             | Squadra     | Punto | Squadra               |
| --------------- | ------------------ | ----------- | ----- | --------------------- |
| 9 novembre 1998 | Stadio Hameau, Pau | Sezione Pau | 35-18 | Le Tigri di Leicester |

## Galleria d'immagini

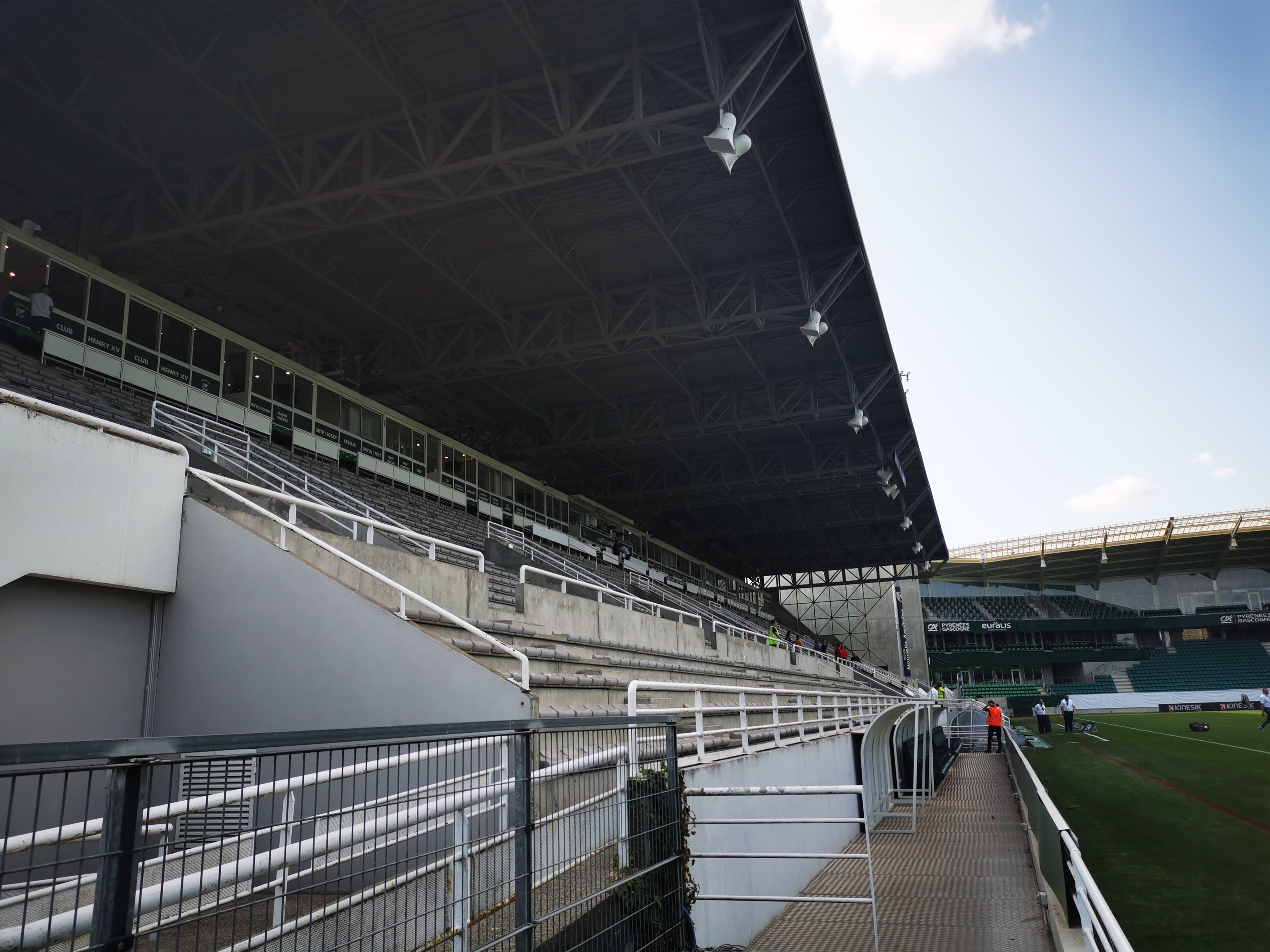
Tribuna Onoraria
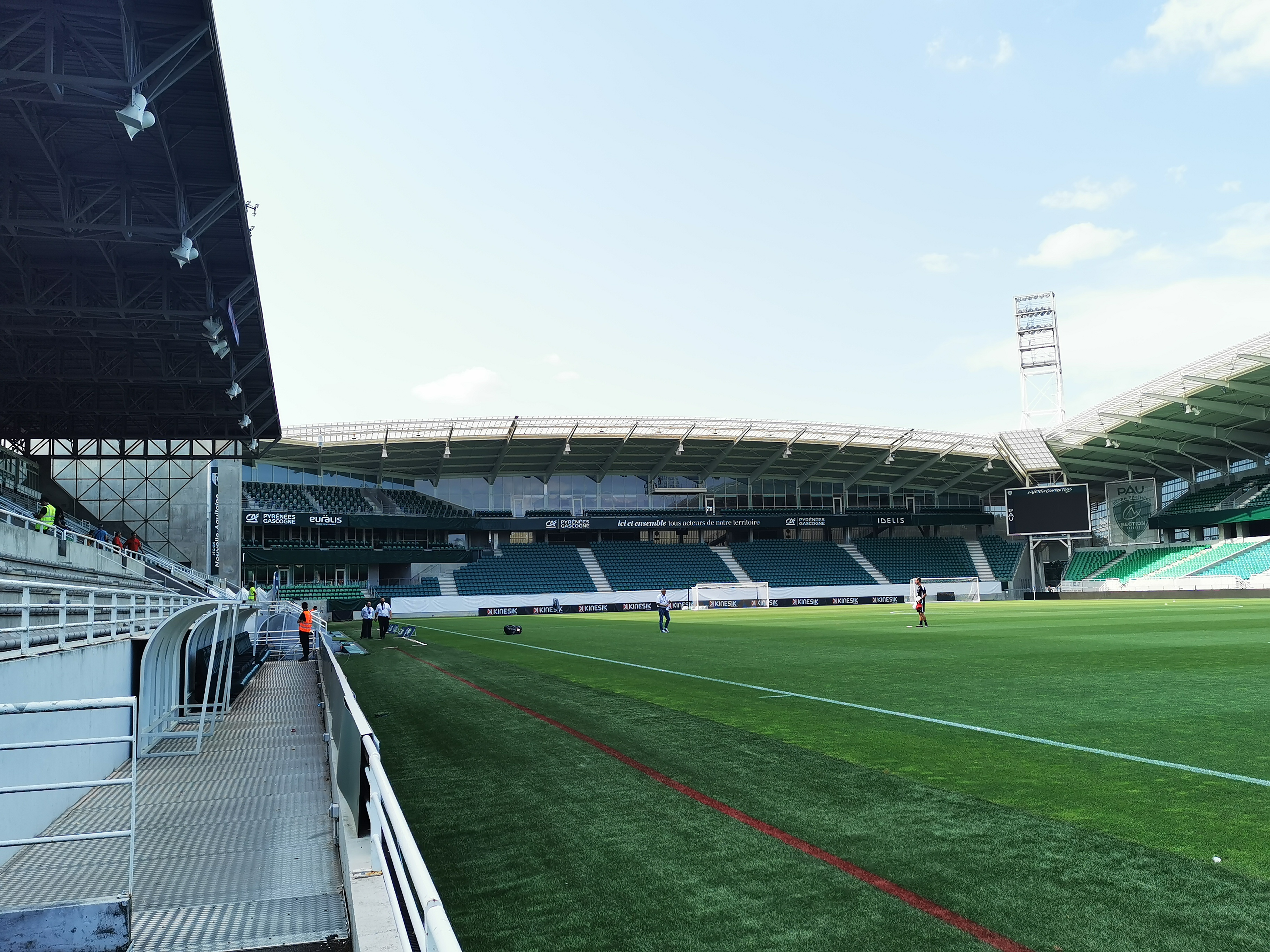
Tribuna Nord
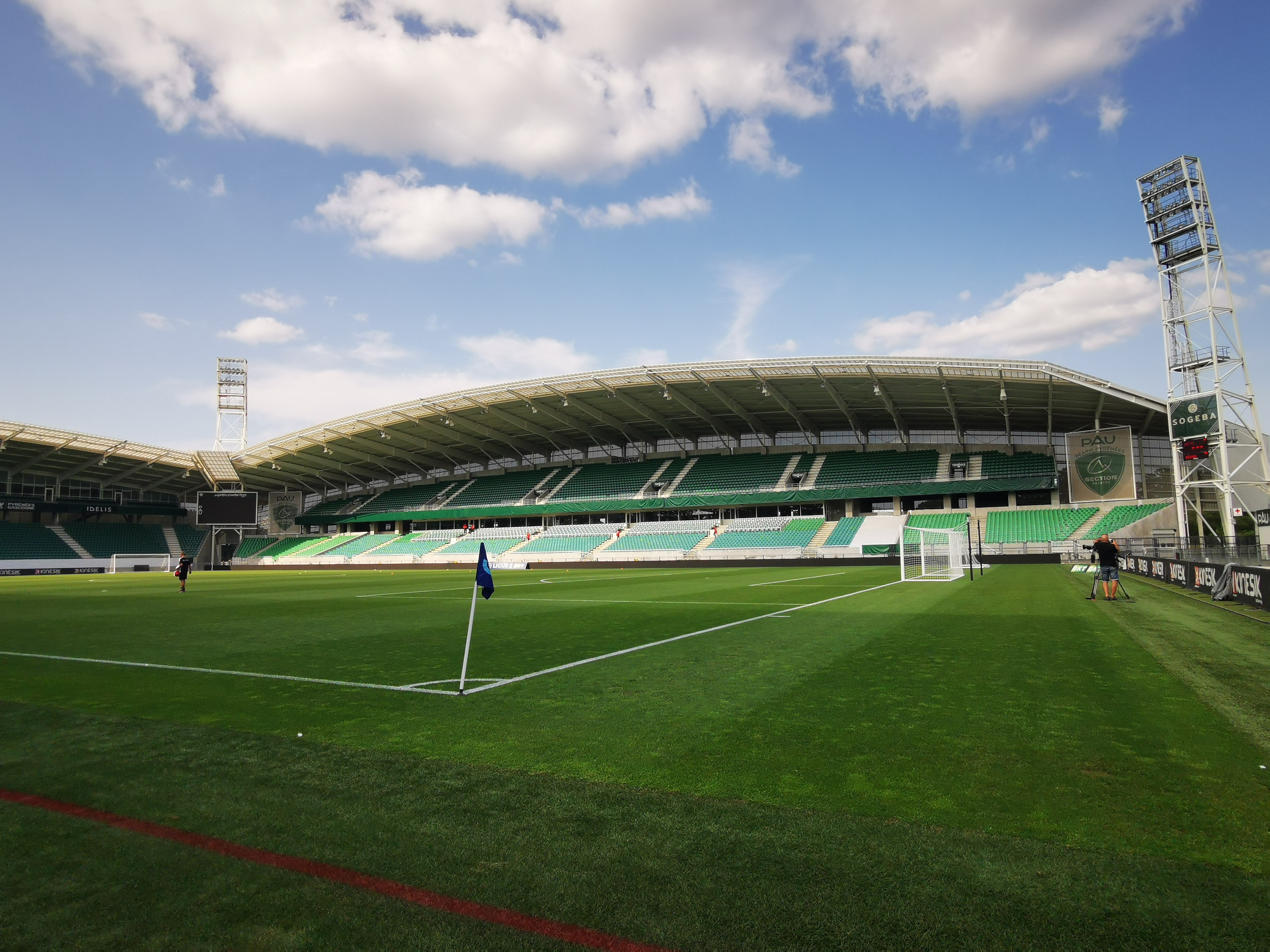
Volto di tribuna